# 2024年环法自行车赛
2024年环法自行车赛是第111届环法自行车赛，于2024年6月29日从意大利佛罗伦萨发车，于7月21日在法国蔚藍海岸的尼斯完赛。阿聯酋航空車隊的斯洛文尼亚车手塔代伊·波加查赢得总冠军，这是他继2020年和2021年后的第三个环法总冠军，也是继1998年的马尔科·潘塔尼以来，又一位在同一年赢下环法和环意总冠军的车手。
在总成绩方面，第二名和第三名分别为约纳斯·温格高和雷姆科·埃费内普尔。厄立特里亚车手比尼亚姆·吉尔迈赢得积分排名冠军，厄瓜多尔车手理查德·卡拉帕兹赢得最佳爬坡手，首次参加环法的雷姆科·埃费内普尔赢下最佳年轻车手。

## 车队
此次赛事共有22支车队，18支UCI世界车队获得直接邀请，外加4支UCI职业车队。根据博彩网站的竞猜，赛前被看好的总成绩车手先后为阿聯酋航空車隊的塔代伊·波加查、维斯玛-单车租赁车队的约纳斯·温格高、红牛-博拉-汉斯格雅车队的普里莫兹·罗格利奇和速的奥-快步车队的雷姆科·埃费内普尔。
UCI世界车队（直邀）
- 欧倍青-德库尼克（英语：Alpecin–Deceuninck）
- 阿尔凯亚-B&B酒店（英语：Arkéa–B%26B_Hotels）
- 哈萨克斯坦阿斯塔纳
- 科菲迪斯（英语：Cofidis (cycling team)）
- 迪卡侬-AG2R拉蒙迪亚（英语：AG2R Citroën Team）
- 英孚-易邮
- 安盟-FDJ
- 英力士掷弹兵
- 因特玛诗-旺蒂（英语：Intermarché–Circus–Wanty）
- 利多-崔克
- 移動之星
- 红牛-博拉-汉斯格雅
- 速的奥-快步
- 巴林勝利
- 帝斯曼-芬美意荷兰邮政
- 杰科-埃尔奥拉（英语：Team Jayco–AlUla (men's team)）
- 维斯玛-单车租赁
- 阿聯酋航空

UCI职业车队
- 乐透-Dstny（英语：Lotto–Dstny）（2023年排名领先）
- Uno-X Mobility（英语：Uno-X Mobility (men's team)）（主办方外卡邀请）
- 以色列博泰（2023年排名领先）
- 道达尔能源（主办方外卡邀请）

## 路线
该届赛事是环法首次从意大利出发，2024年也正值意大利车手（奥塔维奥·博特基亚）首夺环法总冠军100周年之际。赛事的前三个赛段都全程在意大利境内进行，第四个赛段中进入法国境内。
为了给同月7月26日开幕2024年巴黎奥运会留出准备空间，此次环法不设在巴黎香榭丽舍大街完赛，而是改到蔚藍海岸的尼斯完赛，这也是环法自创办一起，首次不在巴黎或巴黎周边地区完赛。此外这最后一个赛段不是常规出发，而是个人计时赛。
| 赛段 | 日期    | 路线（起—终）                           | 距离    | 类型   | 类型     | 赛段冠军                      | 总成绩第一                  |        |
| ---- | ------- | --------------------------------------- | ------- | ------ | -------- | ----------------------------- | --------------------------- | ------ |
| 1    | 6月29日 | 佛罗伦萨（意大利）—里米尼（意大利）     | 206km   |        | 丘陵     | 罗曼·巴代（法國）             | 罗曼·巴代（法國）           |        |
| 2    | 6月30日 | 切塞纳蒂科（意大利）—博洛尼亚（意大利） | 199.2km |        | 丘陵     | 凯文·沃克兰（法國）           | 塔代伊·波加查（斯洛文尼亚） |        |
| 3    | 7月1日  | 皮亚琴察（意大利）—都灵（意大利）       | 230.8km |        | 平地     | 比尼亚姆·吉尔迈（厄立特里亚） | 理查德·卡拉帕兹（厄瓜多尔） |        |
| 4    | 7月2日  | 皮内罗洛（意大利）—瓦卢瓦尔             | 139.6km |        | 山地     | 塔代伊·波加查（斯洛文尼亚）   | 塔代伊·波加查（斯洛文尼亚） |        |
| 5    | 7月3日  | 圣让德莫里耶讷—圣维尔巴                 | 177.4km |        | 平地     | 马克·卡文迪什（英国）         | 塔代伊·波加查（斯洛文尼亚） |        |
| 6    | 7月4日  | 马孔—第戎                               | 163.5km |        | 平地     | 迪伦·赫鲁内维亨（荷兰）       | 塔代伊·波加查（斯洛文尼亚） |        |
| 7    | 7月5日  | 尼伊圣乔治—热夫雷尚贝坦                 | 25.3km  |        | 个人计时 | 雷姆科·埃费内普尔（比利时）   | 塔代伊·波加查（斯洛文尼亚） |        |
| 8    | 7月6日  | 欧苏瓦地区瑟米尔—科隆贝双教堂村         | 183.4km |        | 平地     | 比尼亚姆·吉尔迈（厄立特里亚） | 塔代伊·波加查（斯洛文尼亚） |        |
| 9    | 7月7日  | 特鲁瓦—特鲁瓦                           | 199km   |        | 丘陵     | 安东尼·蒂尔吉（法國）         | 塔代伊·波加查（斯洛文尼亚） |        |
|      | 7月8日  | 奥尔良                                  | 休息日  | 休息日 | 休息日   | 休息日                        | 休息日                      | 休息日 |
| 10   | 7月9日  | 奥尔良—圣阿芒蒙龙                       | 187.3km |        | 平地     | 贾斯珀·菲利普森（比利时）     | 塔代伊·波加查（斯洛文尼亚） |        |
| 11   | 7月10日 | 埃沃莱班—勒里奥朗                       | 211km   |        | 山地     | 约纳斯·温格高（丹麦）         | 塔代伊·波加查（斯洛文尼亚） |        |
| 12   | 7月11日 | 欧里亚克—洛特河畔新城                   | 203.6km |        | 平地     | 比尼亚姆·吉尔迈（厄立特里亚） | 塔代伊·波加查（斯洛文尼亚） |        |
| 13   | 7月12日 | 阿让—波城                               | 165.3km |        | 平地     | 贾斯珀·菲利普森（比利时）     | 塔代伊·波加查（斯洛文尼亚） |        |
| 14   | 7月13日 | 波城—圣拉里-苏朗                        | 151.9km |        | 山地     | 塔代伊·波加查（斯洛文尼亚）   | 塔代伊·波加查（斯洛文尼亚） |        |
| 15   | 7月14日 | 卢当维耶勒—贝耶高地                     | 197.7km |        | 山地     | 塔代伊·波加查（斯洛文尼亚）   | 塔代伊·波加查（斯洛文尼亚） |        |
|      | 7月15日 | 格吕桑                                  | 休息日  | 休息日 | 休息日   | 休息日                        | 休息日                      | 休息日 |
| 16   | 7月16日 | 格吕桑—尼姆                             | 188.6km |        | 平地     | 贾斯珀·菲利普森（比利时）     | 塔代伊·波加查（斯洛文尼亚） |        |
| 17   | 7月17日 | 圣保罗三堡城—超级德沃吕                 | 177.8km |        | 山地     | 理查德·卡拉帕兹（厄瓜多尔）   | 塔代伊·波加查（斯洛文尼亚） |        |
| 18   | 7月18日 | 加普—巴瑟洛内特                         | 179.5km |        | 丘陵     | 维克多·坎帕内尔特（比利时）   | 塔代伊·波加查（斯洛文尼亚） |        |
| 19   | 7月19日 | 昂布兰—伊索拉2000                       | 144.6km |        | 山地     | 塔代伊·波加查（斯洛文尼亚）   | 塔代伊·波加查（斯洛文尼亚） |        |
| 20   | 7月20日 | 尼斯—库洛尔山口                         | 132.8km |        | 山地     | 塔代伊·波加查（斯洛文尼亚）   | 塔代伊·波加查（斯洛文尼亚） |        |
| 21   | 7月21日 | 摩纳哥—尼斯                             | 33.7km  |        | 个人计时 | 塔代伊·波加查（斯洛文尼亚）   | 塔代伊·波加查（斯洛文尼亚） |        |
| 合计 | 合计    | 合计                                    | 3498km  |        |          |                               | 塔代伊·波加查（斯洛文尼亚） |        |

## 赛事经过

### 1—9赛段
在第1赛段中，帝斯曼-芬美意荷兰邮政车队的罗曼·巴代和弗兰克·范登布鲁克双人突围出主车群，并顶住了主车群的强力追击，以5秒的优势赢下赛段，范登布鲁克在终点前让出身位给即将退役的巴代拿下冠军。在第2赛段中，首次参加环法的沃克兰单飞夺冠，波加查、温格高和埃费内普尔三人总成绩打成平手。第3赛段由厄立特里亚车手吉尔迈赢下，这是非洲黑人车手首次获得环法赛段冠军。
第4赛段为本届赛事的首个山地赛段，波加查在最后一个爬坡奠定领先优势，并在随后的下坡中继续扩大了优势，最终赢下赛段冠军。波加查同时也成为总成绩第一名，总成绩上领先第二名埃费内普尔45秒、领先第三名温格高50秒。第5赛段的平路冲刺中，老将马克·卡文迪什率先过线，赢下了个人生涯的第35个环法赛段冠军，标志其打破了由埃迪·默克斯创下的34个环法赛段冠军的纪录。
第6赛段最后冲刺中，杰科-埃尔奥拉车队的迪伦·赫鲁内维亨以微弱优势战胜欧倍青车队的贾斯珀·菲利普森，第二的菲利普森因阻挡沃特·范阿尔特冲刺路线在赛后被处罚名次。第7赛段是个人计时赛，首次参赛的埃费内普尔以领先波加查12秒、领先罗格利奇34秒的优势，夺得个人的首个环法赛段冠军。第8赛段又是冲刺赛，吉尔迈赢下了个人本届的第二个赛段冠军，在代表冲刺能力的积分排名榜上领先第二名菲利普森88分，此外冲刺好手麦兹·佩德森在赛前因伤退赛。第9赛段为砂石赛段，法国本土车手安东尼·蒂尔吉夺冠。此役过后，总成绩排名前四的依次为：波加查，埃费内普尔，温格高，罗格利奇。

### 10—15赛段
在历经一个休息日后，环法于第10赛段重燃战火，欧倍青车队的贾斯珀·菲利普森在队友马修·范德普尔的辅助下赢得该冲刺赛段。第11赛段的山地赛段成了波加查和温格高的双人对决，波加查在倒数第二个爬坡时保持领先，后在最后一个爬坡被温格高追上，在终点线前，温格高以微弱优势击败波加查。第13赛段的平路赛冠军再次由吉尔迈赢下，这是他本届赛事的第3个赛段冠军。赛后，总成绩竞争者罗格利奇因多次摔车的影响退赛。第13赛段的冲刺赛冠军由菲利普森赢下，而吉尔迈继续保有象征最佳冲刺手的绿衫。
第14赛段中有着环法标志性的图尔马莱山口爬坡。波加查在队友亚当·耶茨的配合下，在距离终点4公里时确立领先并赢下赛段，温格高和埃费内普尔两人无法追上，分别以落后39秒和1分10秒的成绩过线，此役波加查进一步巩固了自己在总成绩上的优势。第15赛段又是山地对决，在最后的爬坡中，温格高长时期保持着领骑，但波加查紧紧跟住，在剩下5.4公里时，波加查反超并甩掉了温格高，赢下赛段冠军。此次赛段后，波加查在总成绩上领先第2名的温格高达到3分9秒。

### 16—21赛段
第16赛段为最后一个平路赛段，绿衫保有者吉尔迈在终点前摔车，贾斯珀·菲利普森首先过线，赢下了个人本届的第三个赛段冠军。第17赛段，厄瓜多尔车手理查德·卡拉帕兹在领骑的争夺中甩掉了西蒙·耶茨，单飞夺冠，而总成绩榜上波加查、温格高、埃费内普尔三人的排名保持稳定。第18赛段，维克多·坎帕内尔特在三人领骑小集团中拔得头筹夺冠。第19赛段是倒数第三赛段，波加查在山势险峻的爬坡中发起进攻，先是甩掉了温格高和埃费内普尔，最后又超过了领骑的马泰奥·乔根森，以显著的优势赢下赛段，此役过后，波加查对第二名温格高的领先优势扩大到5分3秒。倒数第二赛段，最后800米成了波加查和温格高的双人对决，波加查再下一城，本届环法已经赢下5个赛段，总成绩领先第二名温格高达5分14秒，领先第三名埃费内普尔达8分4秒。
最后一个赛段是个人计时赛，赛段包含一定的丘陵起伏，波加查再次在赛段中击败了温格高和埃费内普尔，赢下头名。至此，环法落下帷幕，波加查赢下总冠军，他最终领先第二名温格高6分17秒，领先第三名埃费内普尔9分18秒。波加查还收获了其中的6个赛段冠军。

## 总成绩前十
| 排名 | 车手                          | 车队            | 用时        |
| ---- | ----------------------------- | --------------- | ----------- |
| 1    | 塔代伊·波加查（斯洛文尼亚）   | 阿聯酋航空      | 83h 38' 56" |
| 2    | 约纳斯·温格高（丹麦）         | 维斯玛-单车租赁 | + 6' 17"    |
| 3    | 雷姆科·埃费内普尔（比利时）   | 速的奥-快步     | + 9' 18"    |
| 4    | 若昂·阿尔梅达（葡萄牙）       | 阿聯酋航空      | + 19' 03"   |
| 5    | 米克尔·兰达（西班牙）         | 速的奥-快步     | + 20' 06"   |
| 6    | 亚当·耶茨（英国）             | 阿聯酋航空      | + 24' 07"   |
| 7    | 卡洛斯·罗德里格斯（西班牙）   | 英力士掷弹兵    | + 25' 04"   |
| 8    | 马泰奥·乔根森（美国）         | 维斯玛-单车租赁 | + 26' 34"   |
| 9    | Derek Gee（加拿大）           | 以色列博泰      | + 27' 21"   |
| 10   | Santiago Buitrago（哥伦比亚） | 巴林勝利        | + 29' 03"   |